# Kościół Matki Bożej Częstochowskiej i św. Wacława w Lubiczu Górnym
Kościół Matki Bożej Częstochowskiej i św. Wacława w Lubiczu Górnym – kościół rzymskokatolicki w jurysdykcji parafii Matki Bożej Częstochowskiej i św. Wacława w Lubiczu Górnym.
W 1978 roku władze kościelne otrzymały pozwolenie na budowę kościoła parafialnego w Lubiczu Górnym według projektu inż. Antoniego Holasa. 31 sierpnia 1986 roku biskup włocławski Jan Zaręba dokonał uroczystego wmurowania kamienia węgielnego pod budowę świątyni. 1 października 2000 roku kościół konsekrował biskup Bronisław Dembowski przy udziale biskupów Czesława Lewandowskiego i Stanisława Gębickiego.             